# Đường Dần

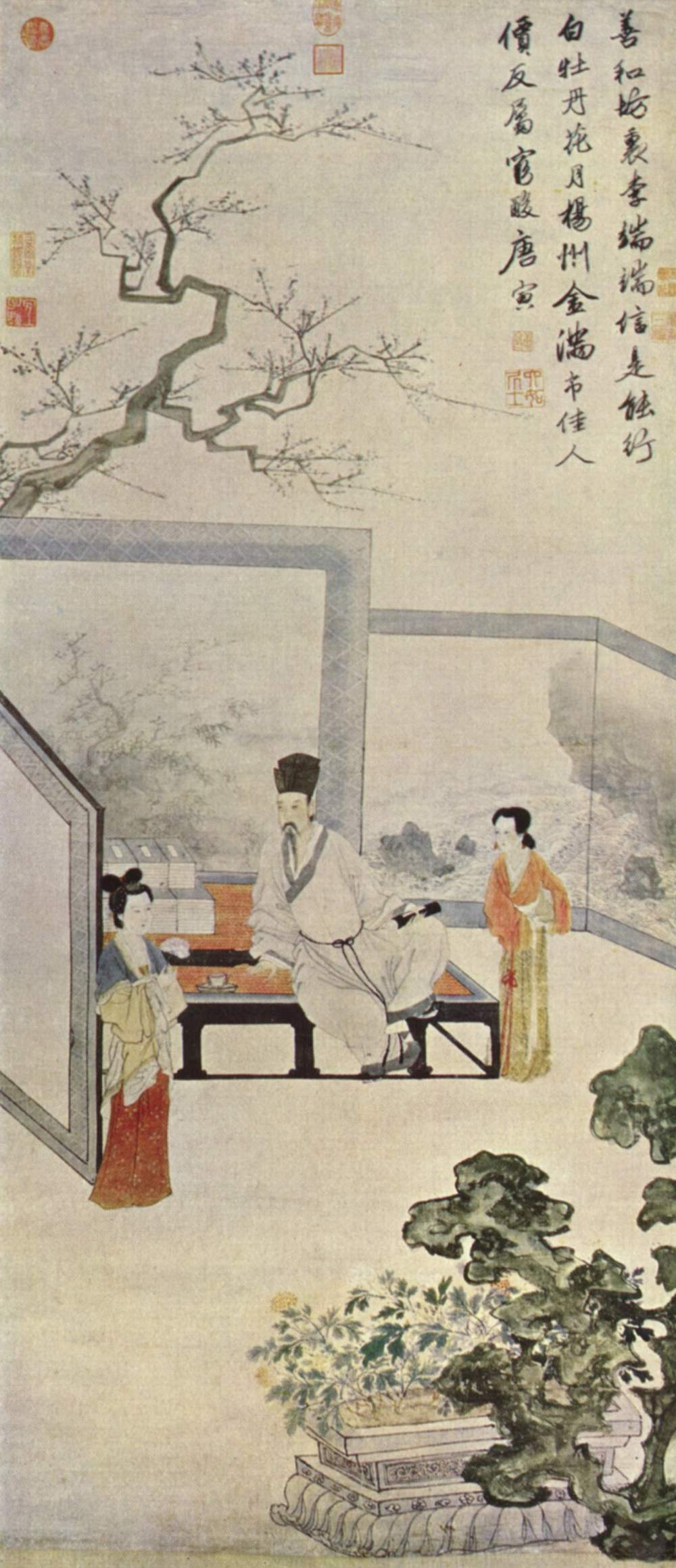
Một bức họa của Đường Dần vẽ vào khoảng năm 1500

Đường Dần (tiếng Trung: 唐寅, 7 tháng 3 năm 1470 - 7 tháng 1 năm 1524) là một danh họa, một nhà thơ nổi tiếng đời nhà Minh, thời Minh Vũ Tông. Đường Dần là một trong bốn tài tử nổi tiếng ở Tô Châu và cũng là một trong Minh tứ gia, nhóm bốn danh hoạ nổi tiếng sống vào đời nhà Minh.

## Tiểu sử
Đường Dân quê ở Ngô huyện (nay là thành phố Tô Châu tỉnh Giang Tô). Ông xuất thân trong một gia đình thương gia giàu có, cha là Đường Quảng Đức (唐廣德), mẹ là Khâu thị (邱氏).
Đường Dần tự là Tử Uý, Bá Hổ (nên còn được gọi là Đường Bá Hổ), hiệu là Lục Như cư sĩ, Đào Hoa am chủ, Lỗ quốc đường sinh, Thoát thiền tiên lại, tự xưng là Minh triều Giang Nam đệ nhất phong lưu tài tử. Tương truyền ông sinh vào giờ Dần, ngày Dần, tháng Dần, năm Dần (Thành Hóa thứ 6 đời Minh Hiến Tông nhà Minh) do vậy được đặt tên là Đường Dần.

## Sự nghiệp
Đường Bá Hổ tuổi nhỏ thông minh, học hành chăm chỉ. Năm 19 tuổi ông cưới vợ là Từ thị là thứ nữ của Từ Đình Thụy, nhưng khi ông khoảng 24 tuổi thì người vợ đầu qua đời. Sau đó có lẽ ông đã cưới người vợ thứ hai, nhưng gặp khi bị liên lụy ở khoa trường, nên bà này đã bỏ đi. Về sau ông lấy người vợ họ Thẩm tên là Cửu Nương. Năm 20 tuổi, gia cảnh ông gặp vận hạn, cả cha mẹ và em gái đều lần lượt qua đời. Dưới sự giúp đỡ của bạn hiền là Chúc Doãn Minh, Đường Dần tiếp tục cố gắng học tập. Năm 29 tuổi, Đường Dần đỗ Giải Nguyên phủ Ứng Thiên.
Năm 30 tuổi, Đường Dần lai kinh ứng thí (thi hội) nhưng do bị liên can đến án thi cử gian lận nên bị ngồi tù. Tuy cuối cùng triều đình xét ra ông không liên quan, nhưng kể từ đó Đường Dần chán ghét và từ bỏ con đường sĩ hoạn, chỉ đi du ngoạn các danh sơn ở Giang Nam và Hoa Trung. Đường Dần tìm đến phủ Ninh Vương Chu Thần Hào (朱宸濠) ở Nam Xương định nương náu ở đây nhưng phát hiện Chu Thần Hào có ý mưu phản, không muốn tham gia cùng, nên Đường Dần đã uống rượu giả điên, ép kỹ nữ phải khỏa thân, buộc Ninh vương phải thả cho ông về Tô Châu. Sau đó, Đường Dần không còn ham hố con đường làm quan nữa mà tập trung vào viết thư pháp, vẽ tranh và làm thơ, mất ở tuổi 54.

## Thơ ca
1. Đề "Lạc hà cô vụ" đồ
2. Đề "Thường Nga chấp quế" đồ
3. Đào hoa am ca
4. Bần sĩ ngâm kỳ 2
5. Hoàng hoa thi
6. Mỹ nhân đối nguyệt
7. Ngã ái thu hương
8. Ngôn chí

## Hội họa
Đường Bá Hổ là đệ tử xuất sắc của Trầm Chu. Tranh nhân vật và tranh hoa điểu của ông đều rất nổi danh.
Tranh nhân vật nổi tiếng của ông có thể kể đến như các bức Vương Thục Cung Kĩ, Thu Phong Hoàng Phiếm, Lý Đoan Đoan. Tranh hoa điểu như các bức Mạc Mai, Phong Trúc, Câu Dụng Minh Xuân, Lâm Thủy Phù Dung Hạnh Hoa. Nhưng thành tựu cao nhất của ông tập trung ở tranh sơn thủy. Sở dĩ tranh sơn thủy đạt đến thanh tựu cao là do ông biết học tập, cách tân, sáng tạo của các trường phái hội hoạ Nam tông, Bắc phái. Hiện tại các tác phẩm được lưu ở các viện bảo tàng Trung Hoa và một số tại Mỹ như bức Hoa Sơn. Năm 1500 ông giành 9 tháng để ngao du sơn thủy bắt đầu từ Tô Châu qua các vùng Đại Xuyên. Cuối đời ông thoát khỏi ảnh hưởng phong cách của Trầm Chu. Các tác phẩm chủ yếu là tranh sơn thủy như các bức Sơn Lộ Tùng Phong, Xuân Sơn Bát Lữ, Lạc Hà Cô Lộ,..

## Trong văn hóa đại chúng
- Đường Bá Hổ điểm Thu Hương (1993), phim hài Hong Kong

- Tứ đại tài tử (2000), phim Hong Kong do TVB sản xuất